# طبلة
الطبلة هي آلة موسيقية إيقاعية. ينتشر استعمالها في شمال الهند وباكستان وبنغلاديش وأفغانستان. تتكون الطبلة من طبلين صغيرين أحدهما يصدر أصوات حادة والآخر أصواتا منخفضة.